# Atletica leggera alla XXX Universiade - Salto con l'asta maschile
La specialità del salto con l'asta maschile all'Universiade di Napoli 2019 si è svolta tra il 10 ed il 12 luglio 2019.

## Podio
| Oro     | Ernest John Obiena Filippine |
| Argento | Torben Blech Germania        |
| Bronzo  | Ben Broeders Belgio          |

## Risultati

### Qualificazioni
Si qualificano alla finale gli atleti che saltano 5,60 m Q o le dodici migliori misure q.
| Posizione | Gruppo | Atleta              | Nazione       | 4.95 | 5.10 | 5.25 | Risultato | Note |
| --------- | ------ | ------------------- | ------------- | ---- | ---- | ---- | --------- | ---- |
| 1         | A      | Mathieu Collet      | Francia       | –    | o    | o    | 5.25      | q    |
| 1         | A      | Masaki Ejima        | Giappone      | –    | –    | o    | 5.25      | q    |
| 1         | A      | Carson Waters       | Stati Uniti   | –    | o    | o    | 5.25      | q    |
| 1         | B      | Angus Armstrong     | Australia     | –    | o    | o    | 5.25      | q    |
| 1         | B      | Ben Broeders        | Belgio        | –    | –    | o    | 5.25      | q    |
| 1         | B      | Ernest John Obiena  | Filippine     | –    | –    | o    | 5.25      | q    |
| 7         | A      | Stephen Clough      | Australia     | –    | o    | xo   | 5.25      | q    |
| 7         | A      | Torben Blech        | Germania      | –    | –    | xo   | 5.25      | q    |
| 7         | B      | Kosei Takekawa      | Giappone      | –    | o    | xo   | 5.25      | q    |
| 10        | B      | Nicholas Southgate  | Nuova Zelanda | –    | xxo  | xo   | 5.25      | q    |
| 11        | A      | James Steyn         | Nuova Zelanda | –    | o    | xxo  | 5.25      | q    |
| 12        | B      | Patsapong Amsam-Ang | Thailandia    | xo   | xxo  | xxo  | 5.25      | q    |
| 13        | A      | Frederik Ausloos    | Belgio        | o    | o    | xxx  | 5.10      |      |
| 14        | B      | Koen van der Wijst  | Paesi Bassi   | –    | xo   | xxx  | 5.10      |      |
|           | A      | Alessandro Sinno    | Italia        | –    | xxx  |      | NM        |      |
|           | B      | Tristan Slater      | Canada        | –    | xxx  |      | NM        |      |

### Finale
| Posizione | Atleta              | Nazione       | 5.06 | 5.21 | 5.31 | 5.41 | 5.51 | 5.56 | 5.61 | 5.66 | 5.71 | 5.76 | 5.81 | Risultato | Note                          |
| --------- | ------------------- | ------------- | ---- | ---- | ---- | ---- | ---- | ---- | ---- | ---- | ---- | ---- | ---- | --------- | ----------------------------- |
|           | Ernest John Obiena  | Filippine     | –    | –    | o    | x–   | o    | –    | x–   | o    | x–   | xo   | xxx  | 5.76      | Record nazionale              |
|           | Torben Blech        | Germania      | –    | o    | –    | o    | o    | –    | o    | –    | xo   | xxo  | xxx  | 5.76      | Miglior prestazione personale |
|           | Ben Broeders        | Belgio        | –    | –    | o    | –    | o    | –    | x–   | xx   |      |      |      | 5.51      |                               |
| 4         | Carson Waters       | Stati Uniti   | –    | xo   | o    | xxo  | x–   | xx   |      |      |      |      |      | 5.41      |                               |
| 5         | Kosei Takekawa      | Giappone      | xo   | o    | o    | xxx  |      |      |      |      |      |      |      | 5.31      |                               |
| 6         | Patsapong Amsam-Ang | Thailandia    | o    | o    | xxo  | xxx  |      |      |      |      |      |      |      | 5.31      |                               |
| 7         | Mathieu Collet      | Francia       | –    | o    | –    | xxx  |      |      |      |      |      |      |      | 5.21      |                               |
| 7         | Masaki Ejima        | Giappone      | –    | o    | –    | xxx  |      |      |      |      |      |      |      | 5.21      |                               |
| 9         | Nicholas Southgate  | Nuova Zelanda | o    | xo   | xxx  |      |      |      |      |      |      |      |      | 5.21      |                               |
| 10        | Angus Armstrong     | Australia     | o    | xxx  |      |      |      |      |      |      |      |      |      | 5.06      |                               |
| 11        | Stephen Clough      | Australia     | xo   | xxx  |      |      |      |      |      |      |      |      |      | 5.06      |                               |
|           | James Steyn         | Nuova Zelanda | xxx  |      |      |      |      |      |      |      |      |      |      | NM        |                               |